# Groppello di Santo Stefano
Le groppello di Santo Stefano  est un cépage italien de raisins noirs.

## Origine et répartition géographique
Le cépage Groppello di Santo Stefano provient du nord de l’Italie. 
Il est classé recommandé en province de Brescia dans la région Lombardie et en province de Massa-Carrara en Toscane. En 1998, sa culture couvrait une superficie de 28 ha. 
Dans le Trentin-Haut-Adige, le cépage est cultivé exclusivement dans le Val di Non.
Voir aussi les articles groppello bianco, groppello di Mocasina et  groppello gentile.

## Caractères ampélographiques
- Extrémité du jeune rameau cotonneux blanc à liseré carminé.
- Jeunes feuilles aranéeuses, jaunâtre.
- Feuilles adultes, à 5 lobes (rarement 3 lobes) avec des sinus supérieurs lyre profond,  un sinus pétiolaire en  U, des dents ogivales, étroites,  en deux séries, un limbe aranéeux.

## Aptitudes culturales
La maturité est de quatrième époque : 40  jours après le chasselas.

## Potentiel technologique
Les grappes  sont moyennes et les baies sont de taille moyenne. La grappe est cylindro-conique et très compacte. Le cépage est vigoureux à production régulière. 

## Synonymes
Le groppello gentile est connu sous le nom de gropèl, gropèla nera,  groppèl, groppello, groppello della Val di Non, grupèl